# 飯塚隆
飯塚 隆（いいづか たかし、1970年3月16日 - ）は、ソニックシリーズの統括役を担当する日本のゲームクリエイター。ソニックチーム所属。

## 経歴
1992年に入社した。
入社当時は上川祐司と出会っている。
元々飯塚はアーケードゲームの開発を希望していたが、家庭用ゲーム機向けソフトの開発部門に配属された当初はがっかりしたと、ソニック・ザ・ヘッジホッグを演じた金丸淳一との対談の中で振り返っている。
だが、『ソニック・ザ・ヘッジホッグ2』のテストプレイを通じて考えが変わり、次回作である『ソニック・ザ・ヘッジホッグ3』の開発への参加に快諾したとも話している。
『ソニック3』の制作時にアメリカに渡来した。
瀬上純と大谷智哉の曲を知り、評価したが当時は面識は無かった。デモテープが日本からアメリカに郵送で送られて、瀬上純の名前を知るようになった。
セガハードのソフトの制作中に他社ハードでの開発に興味を持つようになり、ドリームキャストの終了を知った時、「次は任天堂さんのハードで出しちゃっていいの!?」と発言し、喜んでいた。
2021年にはソニックシリーズの総合プロデュースを担当すると共に、セガ・オブ・アメリカのソニック統括部門「ソニックピラー」においてソニッククリエイティブオフィサーを務めている。
2023年4月セガ執行役員兼クリエイティブオフィサーに就任。

## 作品リスト

### ゲーム
- ソニックシリーズ
  - ソニック・ザ・ヘッジホッグ3（1994年、メガドライブ） デザイン
  - ソニック&ナックルズ（1994年、メガドライブ） デザイン
  - カオティクス （1994年、スーパー32X) スペシャルサンクス
  - ソニック3Dブラスト （1996年、メガドライブ) ゲームデザイナー
  - ソニック ジャム（1997年、セガサターン） ディレクター、デザイン
  - ソニックR（1997年、セガサターン） ディレクター、デザイン
  - ソニックアドベンチャー（1998年、ドリームキャスト） ディレクター、デザイン
  - ソニックアドベンチャー2（2001年、ドリームキャスト、ニンテンドー ゲームキューブ） ディレクター
  - ソニック メガコレクション（2002年、ニンテンドーゲームキューブ） スペシャルサンクス
  - ソニックアドベンチャーDX （2003年、ニンテンドーゲームキューブ、PC） ミッションモードゲームデザイン
  - ソニック ヒーローズ（2003年、ニンテンドーゲームキューブ、PlayStation 2、Xbox、PC）  ディレクター、レベルデザイン
  - シャドウ・ザ・ヘッジホッグ（2005年、ニンテンドーゲームキューブ、PlayStation 2、Xbox） ディレクター、デザイナー、シナリオ
  - ソニック ジェムズ コレクション（2005年、ニンテンドーゲームキューブ、PlayStation 2） スペシャルサンクス
  - ソニック ライバルズ（2006年、PSP） ディレクター
  - ソニック・ザ・ヘッジホッグ（2006年、PlayStation 3、Xbox 360） スペシャルサンクス
  - ソニックと秘密のリング（2007年、Wii） スペシャルサンクス
  - ソニック ライバルズ2（2007年、PSP） ディレクター、デザイン
  - マリオ&ソニック AT 北京オリンピック（2007年、Wii、ニンテンドーDS） ジェネラルプロデューサー
  - ソニックと暗黒の騎士（2009年、Wii） スペシャルサンクス
  - ソニッククロニクル 闇次元からの侵略者（2009年、ニンテンドーDS） スーパーバイザー
  - マリオ&ソニック AT バンクーバーオリンピック（2009年、Wii） ディレクター、ゲームデザイン
  - ソニック・ザ・ヘッジホッグ4（2010年、Wii、PlayStation 3、Xbox 360） プロデューサー
  - ソニック フリーライダーズ（2010年、Xbox 360） シナリオスーパーバイザー
  - ソニック カラーズ（2010年、Wii、ニンテンドーDS） プロデューサー
  - ソニック ジェネレーションズ（2011年、PlayStation 3、Xbox 360、ニンテンドー3DS） プロデューサー
  - マリオ&ソニック AT ロンドンオリンピック（2011年、Wii、ニンテンドー3DS） スーパーバイザー
  - ソニック ロストワールド（2013、Wii U、ニンテンドー3DS） プロデューサー
  - マリオ&ソニック AT ソチオリンピック（2013、Wii U） スーパーバイザー
  - ソニックトゥーン（2014、Wii U、ニンテンドー3DS） プロデューサー
  - ソニックランナーズ（2015、IOS、Android） プロデューサー
  - マリオ&ソニック AT リオオリンピック（2016、Wii U、ニンテンドー3DS） スーパーバイザー
  - ソニックマニア（2017、Nintendo Switch、PlayStation 4、Xbox One、Steam） スーパーバイザー
  - ソニック フォース（2017、Nintendo Switch、PlayStation 4、Xbox One、Steam） プロデューサー
  - チームソニックレーシング（2019、Nintendo Switch、PlayStation 4、Steam） プロデューサー
  - ソニックカラーズ アルティメット（2021、Nintendo Switch、PlayStation 4、Steam） プロデューサー
  - ソニックフロンティア（2022年） ソニックシリーズプロデューサー
  - ソニックスーパースターズ（2023年）ソニックシリーズプロデューサー、ストーリー、キャラクターデザイン（トリップ）

- その他
  - ゴールデンアックスIII（1993年、メガドライブ） プランナー
  - メタルヘッド （1995年、スーパー32X) スペシャルサンクス
  - NiGHTS into Dreams... （1996年、セガサターン）リードゲームデザイナー
  - クリスマスナイツ（1996年、セガサターン） ゲームデザイナー
  - チューチューロケット! （1999年、ドリームキャスト）プロダクトサポート
  - ナイツ 〜星降る夜の物語〜  （2007年、Wii） プロデューサー・ディレクター・リードゲームデザイナー
  - ぷよぷよ7（2007年、Wii、ニンテンドーDS、PSP） スペシャルサンクス
  - 大乱闘スマッシュブラザーズ for Nintendo 3DS / Wii U（2014、Wii U、ニンテンドー3DS） スーパーバイザー
  - ぷよぷよテトリス （2014、PlayStation 3・PlayStation Vita・Wii U・ニンテンドー3DS）プロダクトサポート
  - セガ3D復刻アーカイブス2（2015、ニンテンドー3DS） スーパーバイザー
  - 大乱闘スマッシュブラザーズ SPECIAL（2018、Nintendo Switch） スーパーバイザー
  - でびとぴー（2022、メガドライブミニ2）